# Theodoor de T'Serclaes de Wommersom

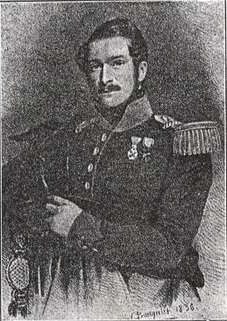

Théodore Emile Dominique Charles Ghislain graaf de T'Serclaes de Wommersom (Brussel, 28 augustus 1809 – Gent, 25 mei 1880) was een Belgische diplomaat, ambtenaar, provinciegouverneur, volksvertegenwoordiger en burgemeester.

## Familie en adellijke status
Theodoor Emile (meestal Emile genaamd) was een verre nazaat van de Brusselse patriciërsfamilie T'Serclaes, waarvan de Brusselse burgemeester Everaard t'Serclaes de meest bekende was. Hij stamde uit een familie die in 1548 een eerste adelbrief had gekregen en sinds begin zeventiende eeuw de titel van baron droeg, terwijl sommige leden de titel van graaf en zelfs van prins van het Heilige Roomse Rijk verkregen.
Hij was een van de acht kinderen van baron Jean-François de T'Serclaes de Wommersom (1779-1849) en diens tweede vrouw Marie-Catherine van der Gote de Metz Blanc Bois (1780-1824). Zoals sommige andere leden van de familie had Jean-François geen erkenning van zijn adellijke status aangevraagd onder het Verenigd Koninkrijk der Nederlanden en vroeg dit pas in 1838 aan. Hij kreeg voldoening, met de titel van baron, overdraagbaar op al zijn nakomelingen.
Op 2 juli 1840 trouwde hij in Verviers met Marie Anne de Biolley (1822-1859), met wie hij acht kinderen kreeg. Zij was de dochter van burggraaf en senator Raymond de Biolley. Hij was een schoonbroer van burggraaf Emmanuel de Biolley.
In 1856 verkreeg hij de titel van graaf met overdraagbaarheid op de oudste nazaat. In 1871 werd de titel uitgebreid tot al zijn nakomelingen.

## Loopbaan
Emile de T'Serclaes doorliep een gevarieerde carrière.
Hij was student rechten aan de Rijksuniversiteit Leuven toen hij zich in 1830 aansloot bij de Belgische Revolutie, waarvoor hij later het IJzeren Kruis kreeg. Hij nam de leiding van een kleine groep vrijwilligers en werd op 25 september 1830 zwaargewond. Hij werd ook luitenant-kolonel van de Burgerwacht en nam in die hoedanigheid deel aan de Tiendaagse Veldtocht van 1831.
Nadat hij districtscommissaris voor Leuven geworden was, voltooide hij zijn studies rechten aan de universiteit van Gent en werd arrondissementscommissaris achtereenvolgens in Verviers, Brussel en Leuven. Hij werd van 1836 tot 1846 provincieraadslid voor Brabant en was in 1847 korte tijd provincieraadslid van Oost-Vlaanderen. Pas 28 jaar oud, werd hij secretaris-generaal van het Ministerie van Buitenlandse Zaken, een functie die hij uitoefende van 1837 tot 1847. Hij vervulde zendingen als buitengewoon gezant en gevolmachtigd minister in Oostenrijk, wat hij was van 1835 tot 1839, en Duitsland, wat hij bleef van 1839 tot 1847.
Vanaf 1847 zetelde hij in de Kamer van volksvertegenwoordigers als verkozene voor het arrondissement Sint-Niklaas en vervulde dit mandaat tot in 1857. Hij ontpopte er zich als een verdediger van de Vlaamse taal. Hij kwam op tegen de verdrukking van het Nederlands, de taal van de meerderheid van de Belgen.
Van 1857 tot 1871 was hij gouverneur van de provincie Limburg, en van 1871 tot 1879 gouverneur van Oost-Vlaanderen. Hij was van 1855 tot 1857 ook korte tijd burgemeester van Wommersom.

## Nakomelingen
Onder zijn kinderen zijn te vermelden:
- Isabelle (1843-1906) die overste werd van de Congregatie van Zusters van het Heilig Hart.
- Evrard (1844-1903) die advocaat was, provincieraadslid voor Brabant en plaatsvervangend senator.
- Jacques (1852-1914) die luitenant-generaal werd.
- Charles (1854-1930), die priester werd, huisprelaat van paus Leo XIII en president van het Belgisch College in Rome.
- Albine (1859-1906), overste van de Zusters van het Heilig Hart in Antwerpen.

Onder zijn nazaten bevindt zich:
- Nathalie de T'Serclaes (1949), lid van de Kamer van volksvertegenwoordigers en senator.

## Na zijn dood
T'Serclaes was een devoot man. Hij werd begraven in de familiekelder in Wommersom, gekleed in de pij van de Derde Orde van Sint-Franciscus, waar hij lid van was. In zijn testament had hij de wens uitgedrukt dat zijn hart in een koperen koffertje zou bewaard worden in de basiliek van Scherpenheuvel. Een speciale tegel in de basiliek geeft de plaats aan waar het hart werd bijgezet.